# پرواز ۲۱۷ خطوط راکی مونتین
پرواز ۲۱۷ راکی مونتین ایرویز، که در رسانه‌ها به عنوان " معجزه شهر بوفالو " شناخته می‌شود، یک پرواز مسافربری داخلی در آمریکا برنامه‌ریزی شده از استیمبوت اسپرینگز، کلرادو به دنور بود که در بوفالو سقوط کرد. این هواپیما که یک دی هاویلند کانادا دی‌اچ‌سی-۶ توئین اوتر بود، در شیب ملایمی به زمین برخورد کرد و تا حدی در برف مدفون شد. همه ۲۲ مسافر و خدمه از این برخورد جان سالم به در بردند، اما یک مسافر زن قبل از رسیدن امداد جان خود را از دست داد و کاپیتان نیز ۳ روز پس از حادثه بر اثر جراحات در بیمارستان جان باخت. بررسی‌های کمیته حمل نقل آمریکا نشان داد که این حادثه به دلیل تشکیل یخ روی بال‌ها همراه با جریان‌های عمودی مرتبط با موج کوهستانی منجر به از دست دادن کنترل هواپیما و برخورد با زمین شده است.

## حادثه
این هواپیما به دلیل تشکیل یخ زدگی بال سقوط کرد و تمای مسافر ها از برخورد اولیه جان سالم بدربردند آنها یک تجربه جدید از بقا در یخبندان شدید مواجه شدند ولی یک زن قبل از رسیدن نیروهای کمک جان باخت .
بعد از اینکه محل سقوط ردیابی شد آنها نجات پیدا کردند اما خلبان سه روز بعد در بیمارستان درگذشت.